# Manuela Imaz
Manuela Imaz  (Mexikó, 1979. június 14. –) mexikói színésznő.

## Élete és pályafutása
1979. június 14-én született. 
Karrierjét 1995-ben kezdte a María José telenovellában mint Adriana. 
Van egy lánya, Alaya, 2003-ban született. 2013. március 25-én megszületett második lánya, Manuela.

## Telenovellák
- Vencer la culpa (2023) ....
- Maricruz (Corazón Indomable) (2013) .... Alejandra Hernández
- Por ella soy Eva (2012) .... Patricia Lorca
- Rafaela doktornő (Rafaela) (2010) .... Arely Herrera (Magyar hangja: Dögei Éva)
- Llena de amor (2011) .... Fabiola
- Kettős játszma (Sortilegio) (2009) .... Katia Alanís (Magyar hangja: Dögei Éva)
- Pokolba a szépfiúkkal! (Al diablo con los guapos) (2008) .... Marisela Echavarría
- Muchachitas como tú (2007) .... Raquel Ortigosa
- Amar sin límites (2006) .... Cecilia Galindo
- Apuesta por un amor (2004) .... Gracia Ferrer
- Corazones al límite (2004) .... Isadora Moret Rivadeneira
- A szerelem ösvényei (Las vías del amor) (2002–2003) .... Rosaura Fernández López (Magyar hangja: Dögei Éva)
- Szeretők és riválisok (Amigas y rivales) (2001) .... Tamara de la Colina (Magyar hangja: Kiss Virág)
- Camilla (1998–1999) ....
- La sombra del otro (1997) .... Lorna Madrigal Del Castillo (gyermek)
- Mujer, casos de la vida real
- María José (1995)  .... Adriana